# Vladislav Baboglo
Vladislav Baboglo (Copceac, 14 de noviembre de 1998) es un futbolista moldavo que juega en la demarcación de defensa para el F. K. Karpaty Lviv de la Liga Premier de Ucrania.

## Selección nacional
Tras jugar en la sub-17 y la sub-21, finalmente hizo su debut con la selección de fútbol de Moldavia el 17 de junio de 2023 en un partido de clasificación para la Eurocopa 2024 contra Albania que finalizó con un resultado de 2-0 a favor del combinado albano tras los goles de Jasir Asani y Nedim Bajrami.

## Clubes
| Club               | País    | Año       | Partidos | Goles |
| ------------------ | ------- | --------- | -------- | ----- |
| F. C. Oleksandriya | Ucrania | 2017-2023 | 111      | 6     |
| F. K. Karpaty Lviv | Ucrania | 2023-     | 49       | 4     |